# دامیان گریشتینگ
دامیان گریشتینگ (انگلیسی: Damian Grichting؛ زادهٔ ۸ آوریل ۱۹۷۳) ورزشکار کرلینگ اهل سوئیس است.